# Relations entre le Cambodge et l'Union européenne
Les relations entre le Cambodge et l’Union européenne reposent principalement l'accord de coopération UE-Cambodge. L'Union soutient processus de transformation du pays en matière de développement et de démocratisation. 
La question de la démocratisation, au travers du soutien des ONG locales et des missions d'observations électorales notamment, est en effet un des enjeux de l’Union européenne au Cambodge.

## Sources

## Compléments